# Syngonium crassifolium
Syngonium crassifolium är en kallaväxtart som först beskrevs av Adolf Engler, och fick sitt nu gällande namn av Thomas Bernard Croat. Syngonium crassifolium ingår i släktet Syngonium och familjen kallaväxter. Inga underarter finns listade.